# Abercynon
Abercynon är en ort och community i Storbritannien.   Den ligger i kommunen Rhondda Cynon Taf och riksdelen Wales, i den södra delen av landet, 220 km väster om huvudstaden London.